# Philodendron weberbaueri
Philodendron weberbaueri är en kallaväxtart som beskrevs av Adolf Engler. Philodendron weberbaueri ingår i släktet Philodendron och familjen kallaväxter.
Artens utbredningsområde är Peru. Inga underarter finns listade.